# Comitê Olímpico do Brasil
Het Comitê Olímpico do Brasil is het Braziliaans Nationaal Olympisch Comité. Het is het hoogste orgaan in de Braziliaanse sport en vertegenwoordigt het Zuid-Amerikaanse land bij het Internationaal Olympisch Comité. Het comité werd in 1914 opgericht, maar ging eigenlijk pas in 1935 van start door toedoen van de Eerste Wereldoorlog. Tegenwoordig is Carlos Arthur Nuzman de president van de bond.
In 2007 organiseerde het COB de vijftiende Pan-Amerikaanse Spelen in Rio de Janeiro. Twee jaar erna kreeg Rio te horen dat zij ook de Olympische Zomerspelen 2016 mag organiseren, dit nadat het onsuccesvol was in 1997 (voor de editie van 2004) en in 2005 (voor 2012).